# Parc Olympique Lyonnais
A Parc Olympique Lyonnais (más nevén: Grand stade de Lyon vagy Stade des Lumières) egy francia labdarúgó-stadion és szabadidős komplexum, mely Lyontól keletre, Décines-Charpieu területén található. A létesítmény tulajdonosa az OL Groupe vállalat, mely az Olympique Lyonnais labdarúgócsapatot is működteti, így a stadion az utóbbi hazai pályájának is számít. Ez az egyik olyan jelentős futballstadion az országban, melynek egy futballklub és nem az helyi önkormányzat a tulajdonosa. Megépítésének ötlete 2007-ben merült fel, a kivitelezésre 2012 és 2015 között került sor. A 2016. január 9-én megrendezett avató mérkőzésen a Lyon 4-1-re győzte le a Troyes csapatát. Az Olympique csapatában játszó Alexandre Lacazette volt az első gólszerző az új stadionban.
Az 59 186 férőhelyes stadion befogadóképességét tekintve az ország 3. és Európa 27. legnagyobb stadionjának számít. Elkészülte előtt az Olympique a Stade de Gerlandban rendezte mérkőzéseit. Az új építmény a hazai bajnoki mérkőzéseken kívül más sporteseményeknek és kulturális rendezvényeknek is otthont ad majd, így 2016 nyarán az Európa-bajnokság találkozói közül hatra itt kerül sor.
A stadionnal azonos nevű épületegyüttes üzleti parkot, orvosi- és fitneszközpontot, szállodákat, éttermeket, sportmúzeumot, szabadidőközpontot és az Olympique Lyon edzőközpontját foglalja magába. Egyes fejlesztések 2018-ra készülnek majd el.

## Története

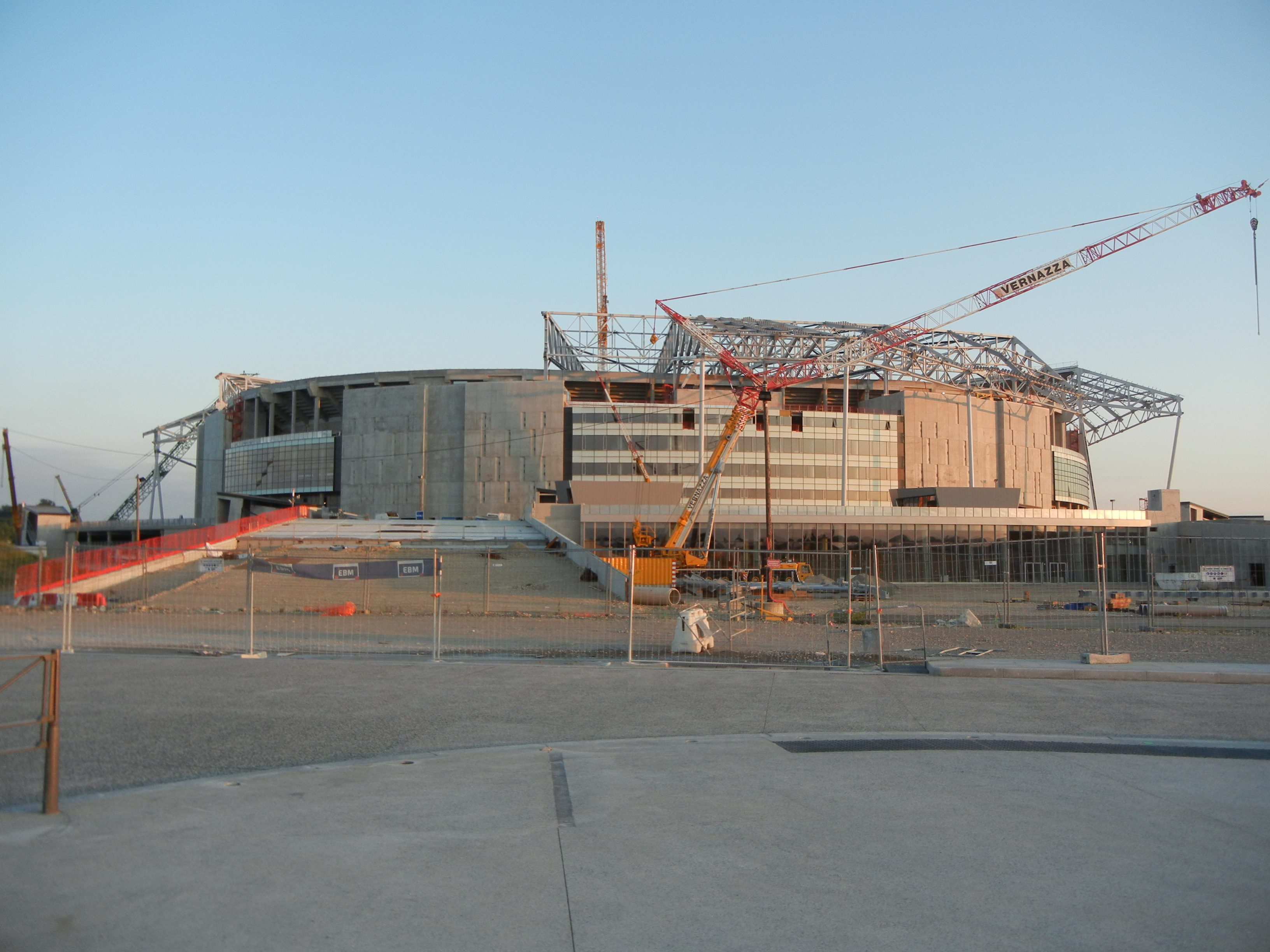
Az épülő stadion (2015. május)

Az új stadion építésének ötlete 2007-ben, az OL Groupe tőzsdére lépésekor merült fel. Az avatást eredetileg 2010-re tervezték, majd az időpont 2012-re módosult, mivel az építkezés anyagi nehézségek és helyi ellenállásba ütközött. Eredetileg Vénissieux-ben épült volna fel, de a klubnak nem sikerült ott Lyonhoz közeli telket vásárolnia, így a Lyon elővárosának számító Décines-Charpieu-re esett a választás. Jean-Michel Aulas, az Olympique elnöke a több sportlétesítményt is tervező Populous, amerikai tervezőirodára bízta. A stadion eredeti terveiben 58 927 férőhely szerepelt, ezt később több mint 59 000-re növelték. Az elnök tervei szerint az új stadion évi 100 millió euró bevételt hozna a klubnak, szemben a korábbi létesítménnyel, mely csak 21 milliót termelt. Ezzel szemben az OL Groupe becslései évi 70 millió euró bevételt jósoltak a megnyitást követő öt évre, melynek nagy része a stadiont körülvevő létesítményekből származna.
A lyoni stadionépítési projekt egy, a kormány, a Professzionális Labdarúgóliga, a Francia labdarúgó-szövetség által is támogatott országos kezdeményezésnek részét képezi, melynek célja a francia stadionok állapotának javítása és az európai elit létesítmények szintjére emelése. Ebbe illeszkedik a lyoni, lille-i, nizzai és bordeaux-i stadionok újjáépítése is.
Ennek az átfogó modernizálási tervnek eredményeképpen Franciaország sikeresen pályázott a 2016-os Európa-bajnokság megrendezési jogára, melyet 2010. május 28-án el is nyert.
A Parc Olympique egyike a torna tíz kiemelt stadionjának. Befogadóképességét tekintve az ország harmadik legnagyobbnak, míg a rendezvényre épült új stadionok közül az elsőnek számít.

### Nehézségek és kritikák
A stadion megépítését több adminisztratív nehézség akadályozta és késleltette, illetve számos ellenzője is akadt.
Bár 2012-ben már engedélyezték az építkezést, finanszírozási kérdések és lakossági ellenállás miatt csak 2013 novemberében kezdődhetett meg a tényleges építési munka. Ennek ellenére időben elkészült a létesítmény, de jelentős költségvetési hiány keletkezett, melynek pótlása is vita tárgyát képezi. Nincs egyetértés abban, hogy a költségeket közpénzek, szponzori támogatások vagy az Olympique Lyon fedezzék.
Décines-Charpieu-ben és a szomszédos településeken (Chassieu, Meyzieu) több szervezet és politikusok (UMP, PS) is a létesítménnyel szemben foglaltak állást. A megfogalmazott kritikák szerint a stadion felépítése kedvezőtlenül hat a környezetre és a környék fejlődésére, illetve a közpénzek felhasználásának módját, az önkormányzati vezetők, szakszervezetek és a privát szféra összefonódását is sérelmezték. Erről szól Marc Chinal Corrompu(e)(s) Grand Stade OL-Land, syndrome de notre société (Korrumpálva. Grand Stade OL-Land, társadalmunk szindrómája) című dokumentumfilmje is, mely 2013 májusában került bemutatásra és több fesztiválon is levetítették.
A létesítmény számára megvásárolt földek korábban mezőgazdasági területek voltak, és azok alacsony áron (1 euró/m²) való felvásárlása is nagy médiavisszhangot váltott ki.
A projekt ellenzői rámutattak arra, hogy a korábbi stadionnál gondok akadtak a tömegközlekedés kapacitásával, és ez az új stadionnal csak fokozódni fog.
Egy 2007 decemberében végzett felmérés szerint a a metropolis-övezet lakóinak többsége (76%) támogatta az építkezést, míg 10% határozottan ellenezte azt. Az építkezésben közvetlenül érintett területek (Décines, Chassieu, Meyzieu) lakóinál 62-21% volt ez az arány. A felmérés 2009-es eredményei már jelentős eltérést mutattak, ugyanis Nagy-Lyon lakói 74%-ban támogatták a beruházást, azonban az érintett településeken a támogatók aránya 54%-ra zuhant. Egy 2008-as telefonos felmérésben a stadionépítés igen hátul szerepelt a megkérdezett lyoniak prioritási listáján. A projekt megvalósítását ellenző Carton rouge (piros lap) egyesület felmérése szerint a franciák 71%-a ellenezte, hogy a beruházást közpénzekből is támogassák.
2010 januárjában a Lyon Plus magazin megkérdezte olvasóit, hogy „az Olympique hagyja-e el a gerland-i helyszínt?” A szavazásban részt vevő 11 000 személy 89%-a nemleges választ adott, és csak 11% értett egyet a költözéssel. A Mag2 Lyon 2010 októberében végzett felméréséből kiderült, hogy a megkérdezettek 35%-a egyetért a stadion Décines-be való felépítésével, 59% pedig ellenzi azt.
2013 decemberében a Les Gones pour Gerland nevű szervezet részt vett az Olympique részvényeseinek éves gyűlésén, ahol a stadion építéséhez kapcsolódóan jogi és pénzügyi visszásságokra hívták fel a figyelmet. A Gerland-i stadion előtt kifeszített transzparenseiken „Stop OL-Land” és „Két óriási stadion Lyonban = Pazarlás” feliratok voltak olvashatóak. A kritikusok szerint a klub csak pár hónapig tudja fizetni a munkálatok költségeit, utána kölcsönökre lesz utalva, és félő, hogy a hiányzó összeget az adófizetők pénzéből fogják pótolni.
A projekt ellenzői több jogi keresetet is benyújtottak a stadion építése ellen, melyek egy része az Európai Bizottság-ig is eljutott.

### Építkezés

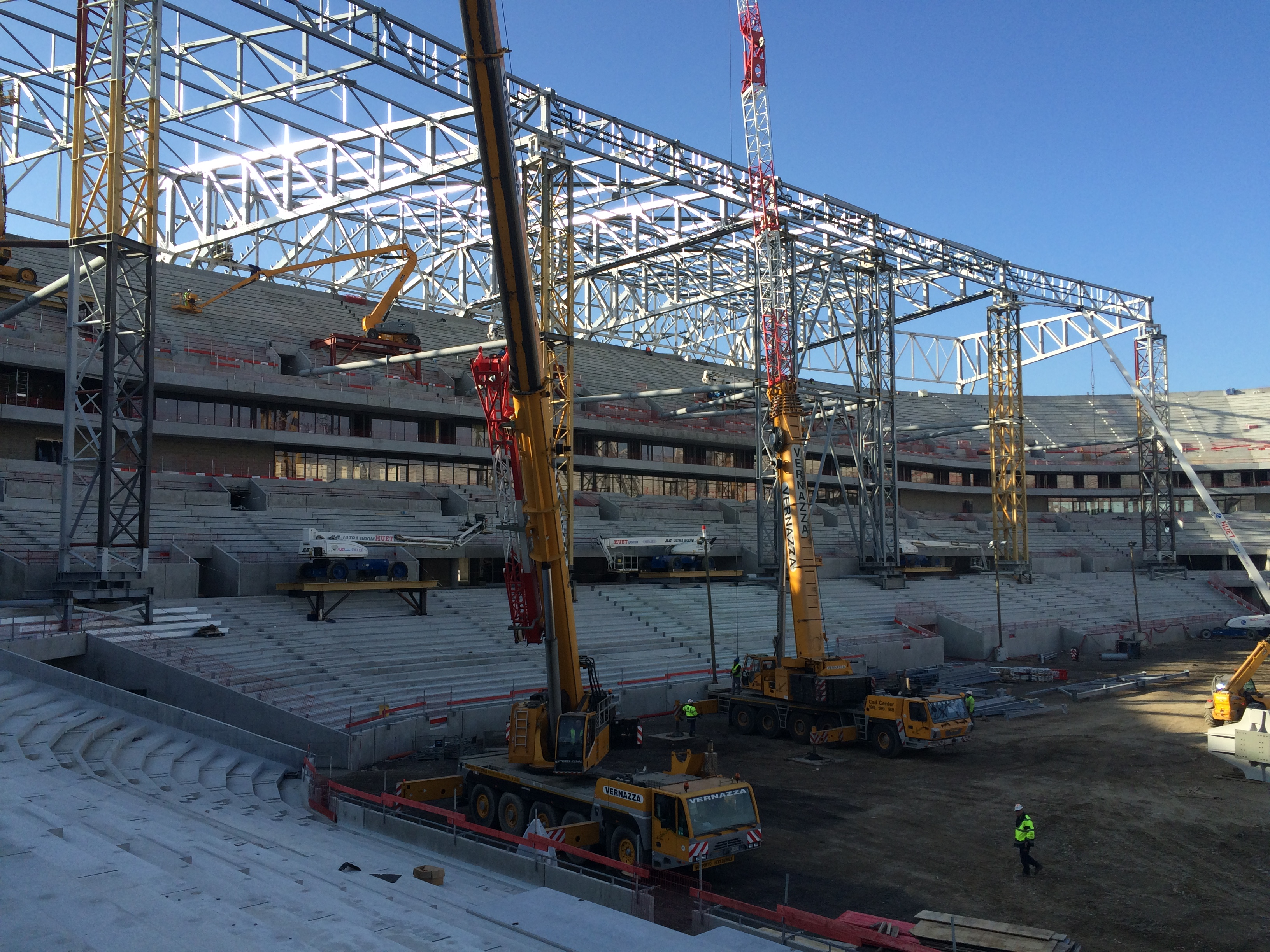
Építkezés a stadionban (2015. február)

2011. július 26-án a Vinci építőipari vállalatot bízták meg a stadionépítéssel.
Az alapozási munkálatok 2012. október 22-én kezdődtek meg. Az alapkőletételre 2013. november 12-én került sor.
A stadion szerkezeti építése 2013–2014 között zajlott, majd azt követték a homlokzati és tetőszerkezeti munkák.
Az építkezés a Vinci építőipari vállalat cégeiből (Chantiers Modernes Rhône-Alpes, Dumez Rhône-Alpes, GTM Bâtiment et Génie civil Lyon, GTM TP Lyon, Lamy, Pitance, VCF Lyon) és a helyi Fontanel vállalatból összeállt társaság, a „Stade de Lyon Construction SDLC” neve alatt futott. Az építőtelepen több mint 1000 munkás dolgozott, és 120 000 m³ betont használtak fel.
Az esetleges földrengések ellen erős vasbetonból készítették, a többrétegű polikarbonát tetőt pedig acélszerkezet tartja. Az 53 700 m² összterületű tető egyike a világ legnagyobb stadiontetejeinek.
A megnyitót eredetileg 2015. december 8-ára tervezték, azonban az eseményre csak 2016. január 9-én került sor. A nyitómérkőzés előtt Will.i.am amerikai rapper tartott koncertet a stadionban.

## Sajátosságok
A hivatalosan 59 186 néző befogadására alkalmas építmény megfelel az UEFA legmagasabb (4-es) szintű kategóriájának, ami azt is jelenti, hogy akár Bajnokok Ligája-döntőt is rendezhetnek benne.
A stadion tervezésénél odafigyeltek arra, hogy a nézőknek a lehető legjobb rálátást biztosítsák a pályára, illetve arra is, hogy a létesítmény könnyen megközelíthető legyen. 350 hely van a mozgáskorlátozottak számára fenntartva. Emellett számos más szolgáltatást is biztosítanak a látogatóknak: a stadion területén Wi-Fi-hálózat, cashless fizetési rendszer, több vendéglátóipari-egység, ajándéktárgyakat árusító üzlet és sportmúzeum is működik a helyszínen.
6000 VIP-ülőhely, 105 skybox és 8000 m² recepciós tér áll a kiemelt vendégek rendelkezésére.
A több mint 10 000 férőhelyes parkoló egy részét gyep borítja.
A stadion mellé más épületeket is terveztek, melyek a klub sportolóit és a helyszínre látogatókat fogják kiszolgálni. Így többek között edzőközpont, labdarúgó akadémia, szállodák, szabadidőközpont is létesül 2018-ra.

## Megközelítése

Lyon metró- és villamoshálózata

A stadion tömegközlekedéssel, gépkocsival és kerékpárral közelíthető meg. Meccsnapon a város négy pontjáról induló autóbusz- és villamosjáratok érvényes mérkőzésjeggyel vehetőek igénybe. Ezek a járatok nagyobb csomópontokból és parkolóhelyekről indulnak, így biztosítva a forgalmi dugók elkerülését is.
2015 végén adták át a helyi villamoshálózat azon szakaszát, amelyen mérkőzések napján közvetlenül a helyszínre lehet jutni.
Villamos:
- T3: Part-Dieu – Villette és Meyzieu állomásokat összekötő vonal[47]

Autóbusz:
- 85: 2016. január 1-jétől a vonalon közlekedő buszok egy kitérőt tesznek és a stadion mellett is megállnak.[48]

Metró:
- A-vonal: a Vaulx-en-Velin – La Soie megállón át kell szállni a T3-as villamosra

A stadiontól keletre halad el az N346-os országút, amely az A46-os autópálya egy szakaszát helyettesíti Vaulx-en-Velin et Saint-Priest között.

## Hasznosítása

### Labdarúgás

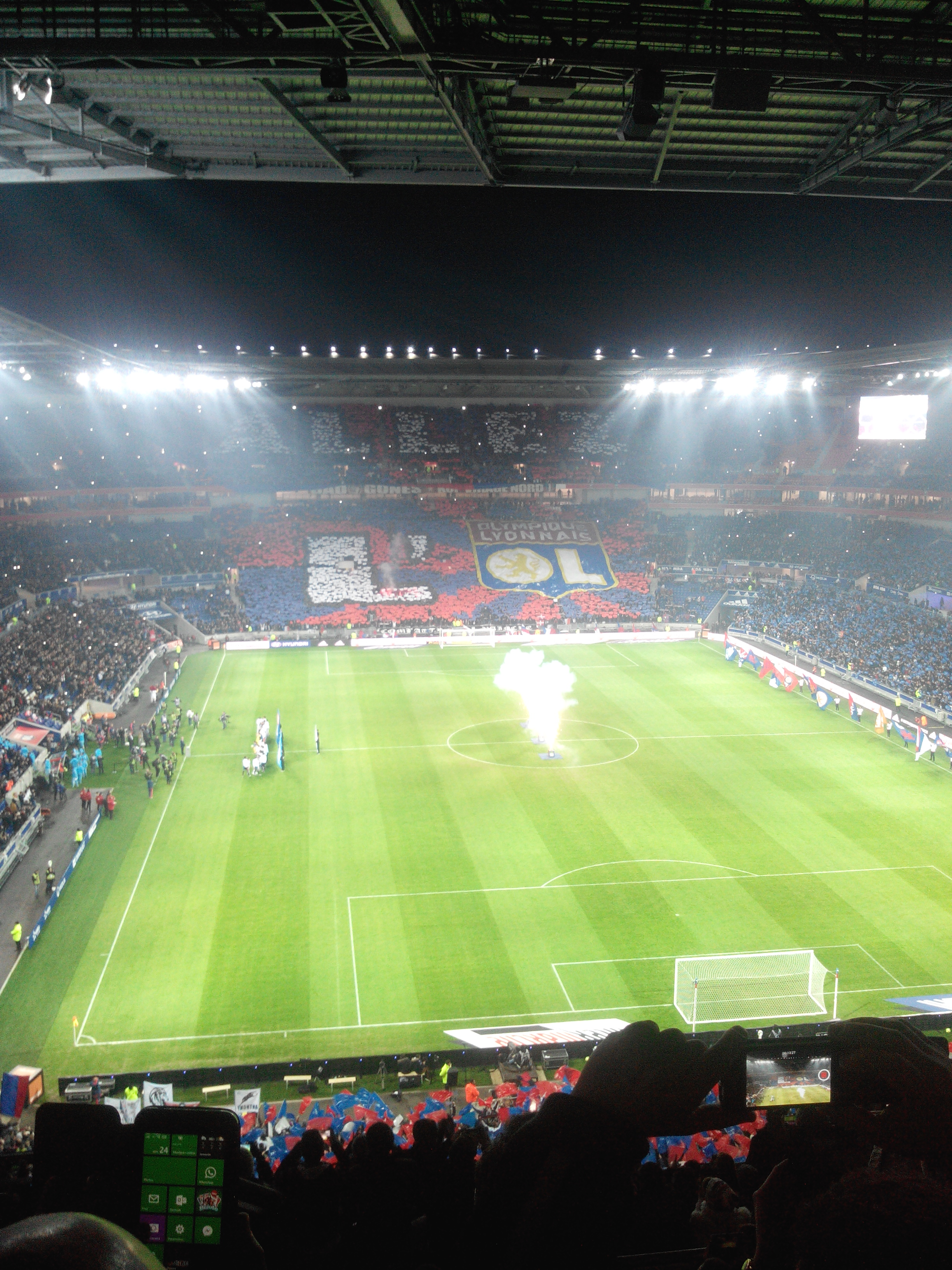
OL-OM rangadó 2016. január 24-én

A stadion elsődlegesen az Olympique Lyonnais elsőosztályú csapatának ad otthont, de alkalmanként a női csapat is itt rendezi fontosabb mérkőzéseit.

#### 2016-os Európa-bajnokság
A 2016-os labdarúgó-Európa-bajnokságon hat mérkőzésnek adott helyet a létesítmény. Ebből négy csoport-, kettő pedig az egyenes kiesési szakaszbeli mérkőzés volt.

##### A stadionban játszott mérkőzések

###### Csoportmérkőzések
| Dátum            | Időpont | Csoport   | Mérkőzés                  | Eredmény | Nézőszám |
| ---------------- | ------- | --------- | ------------------------- | -------- | -------- |
| 2016. június 13. | 21:00   | E csoport | Belgium – Olaszország     | 0–2      | 55 408   |
| 2016. június 16. | 18:00   | C csoport | Ukrajna – Észak-Írország  | 0-2      | 51 043   |
| 2016. június 19. | 21:00   | A csoport | Románia – Albánia         | 0–1      | 49 752   |
| 2016. június 22. | 18:00   | F csoport | Magyarország – Portugália | 3–3      | 55 514   |

###### Egyenes kieséses szakasz
| Dátum            | Időpont | Szakasz      | Mérkőzés                 | Eredmény | Nézőszám |
| ---------------- | ------- | ------------ | ------------------------ | -------- | -------- |
| 2016. június 26. | 15:00   | Nyolcaddöntő | Franciaország – Írország | 2–1      | 56 279   |
| 2016. július 6.  | 21:00   | Elődöntő     | Portugália – Wales       | 2–0      | 55 679   |

#### 2019-es női labdarúgó-világbajnokság
A stadion ad majd otthont a 2019-es női labdarúgó-világbajnokság nyitómérkőzésének.

### Rögbi
Az európai klubcsapatok részvételével játszott rögbibajnokságokat szervező European Professional Club Rugby 2015. június 17-én bejelentette, hogy a 2015-2016-os Challenge Cup és Champions Cup döntőit a stadionban rendezik meg 2016. május 13-án, illetve 14-én.

### Koncertek
| Időpont           | Előadó         | Turné / Esemény                                                                  | Nézőszám |
| ----------------- | -------------- | -------------------------------------------------------------------------------- | -------- |
| 2016. január 9.   | Will.i.am      | Stadionavató koncert az OL-ESTAC mérkőzés előtt                                  | 55169    |
| 2016. március 23. | Christophe Maé | Az Olympique Lyon – Slavia Prága Női Bajnokok Ligája negyeddöntőt követő koncert |          |
| 2016. július 19.  | Rihanna        | Anti World Tour                                                                  | 35 000   |